# Bierspel

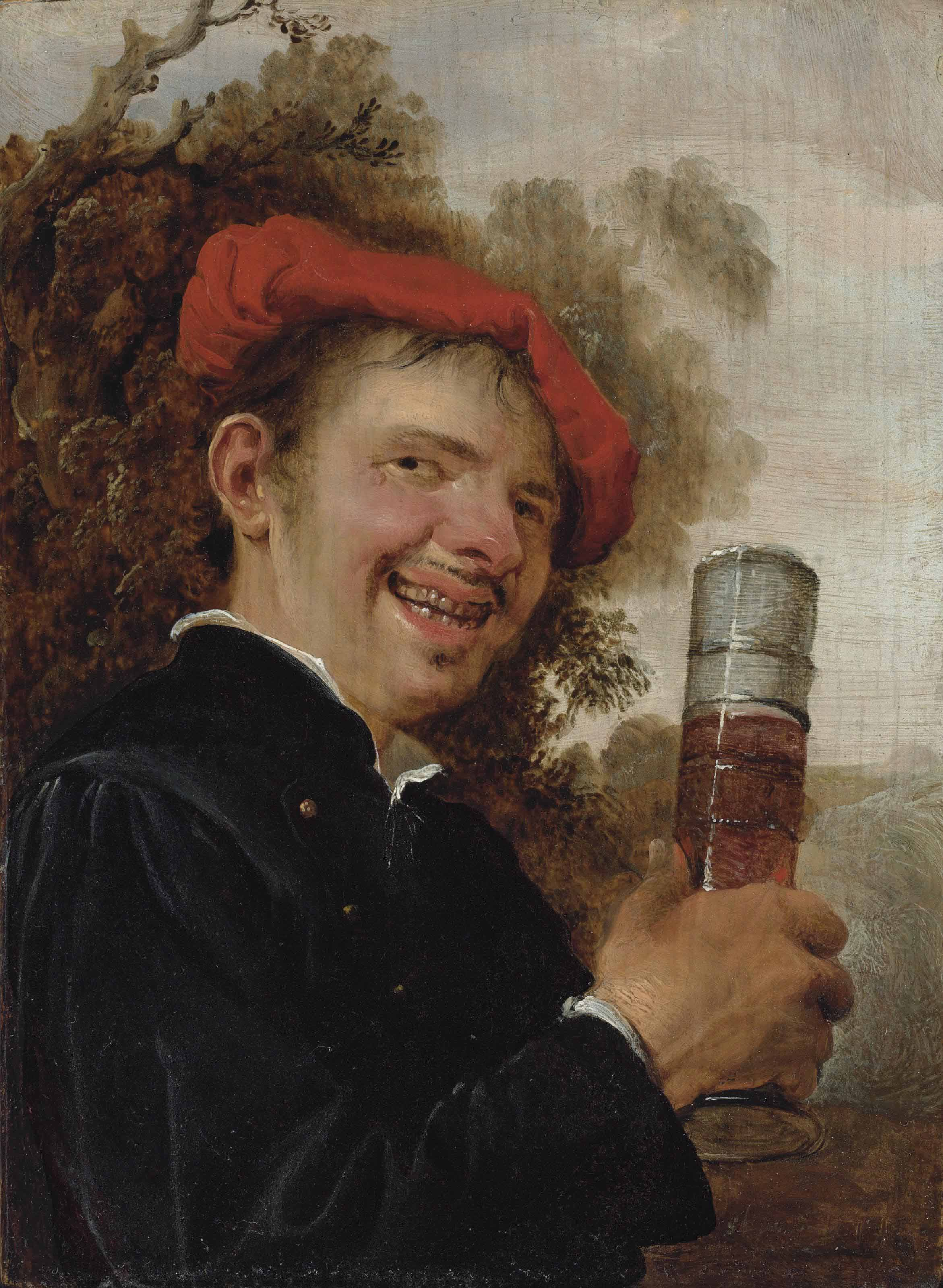
Lachende man met een pasglas door Petrus Staverenus

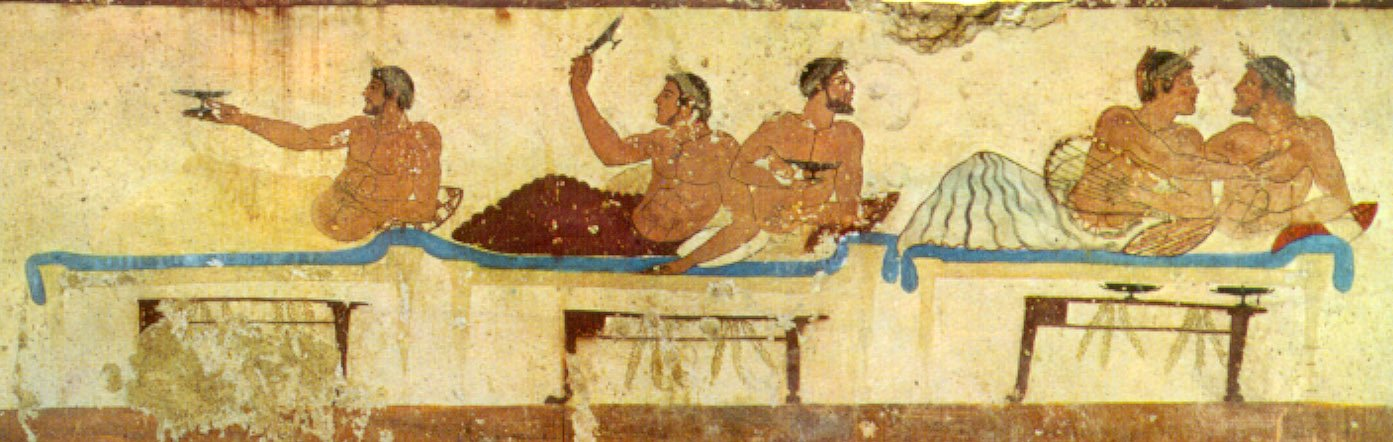
Een fresco met een drinkgelag uit 475 v.C. Paestum Museum, Italië

Een bierspel of drinkspel is een spel met als hoofddoel het drinken van bier of andere alcoholhoudende dranken. In de meeste gevallen dient men ervoor te zorgen dat de tegenstander het eerste dronken wordt.
Dergelijke spelen worden met name onder studenten en jongvolwassenen gespeeld en zijn vaak deel van een verbroederingsritueel: gezamenlijk (veel te) dronken worden, is vanouds een manier om vriendschapsbanden te kweken. Omdat de drinker het tempo en de omvang van zijn alcoholconsumptie niet zelf bepaalt, maar van buitenaf krijgt opgelegd, kan een drinkspel ontaarden in alcoholmisbruik.

## Geschiedenis
Volgens wetenschappers is het eerste bewijs van het bestaan van drinkspelen in de westerse literatuur te vinden in Plato's Symposium. Het beschreven spel was eenvoudig: vul een kom met wijn, drink de kom leeg, en laat de volgende persoon hetzelfde weer doen. Een ander drinkspel dat reeds bekend is uit de geschiedenis, is Kottabos. Bij dit spel werd een beetje wijn in een grote drinkbeker gegoten en werd de beker rondgedraaid; degene bij wie de beker uit kwam moest de wijn opdrinken. Tegenwoordig is dit spel bekend als Cottabus. Hierbij moeten spelers om beurten wijn of bier in een in hun midden geplaatst glas gieten, om vervolgens kop of munt te spelen. Degene die de uitslag hiervan verkeerd voorspeld heeft, moet het glas leegdrinken.

## Wereldrecord snel bierdrinken
Veel bierspelen hebben te maken met de snelheid waarmee men een glas bier kan leegdrinken. In de vroege jaren zestig begon het Guinness Book of Records daarom met het bijhouden van snelheidsrecords betreffende het drinken van bier. Aanvankelijk ging het hierbij om glazen zoals het Engelse "yard of ale" glass, waarbij de drinker bij incorrect gebruik een grote hoeveelheid bier over zichzelf heen kreeg. In het recordboek van 1969 staat de 22-jarige Lawrence Hill uit het Engelse Bolton vermeld voor het drinken van 2,5 van dergelijke glazen in 6,5 seconden op 17 december 1964. In de editie van 1974 staat dat de 52-jarige Jack Boyle uit het eveneens Engelse Barrow-in-Furness 3 van dergelijke glazen in 10,15 seconden gedronken heeft op 14 mei 1971.
Vanaf het midden van de jaren zeventig begon Guinness sneldrinkrecords bij te houden van ieder type glas. Het recordboek van 1977 vermeldde niet langer de records van Hill en Boyle, maar wel een 2,5 yard-record door de RAF uit Upper Heyford in 5,0 seconden en een 3 yard-record gevestigd in Corby Town op 23 januari 1976 in 5,5 seconden. De editie van 1977 vermeldt het huidige wereldrecord van de 25-jarige Steven Petrosino uit New Cumberland, Amerika. Op 22 juni 1977 dronk hij 1 liter bier in 1,3 seconden. Petrosino gebruikte voor zijn wereldrecord een wetenschappelijke benadering en gebruikte 2 speciaal ervoor ontwikkelde halve-literglazen. Ook staat in deze editie Peter G. Dowdeswell uit het Noord-Engelse Earls Barton voor het drinken van 1 liter bier uit één enkel glas in 2,3 seconden op 11 juni 1975 en 2 liter in 6,0 seconden op 7 februari 1975.
Al deze records werden in 1991 uit het Guinness Book of Records verwijderd uit angst voor juridische problemen.

## Andere varianten van bierspelen
- 6-glazenspel: je hebt 6 glazen op een rij en een dobbelsteen in het begin zijn alle glazen leeg, en wordt er met de dobbelsteen gegooid. Je mag dan een glas vullen en daarbij zelf de hoeveelheid bepalen. Gooit de volgende nu hetzelfde getal dan moet hij of zij dit glas leegdrinken.[bron?]
- 100-minutenspel of "Centurion": Elke minuut drinkt elke deelnemer één borrelglaasje bier. Het doel is dit 100 minuten vol te houden.[1]
- Bierestafette: De deelnemers van de teams drinken achtereenvolgens een glas leeg en zetten het op hun hoofd en op de tafel, het team dat dat het snelste doet, wint.
- Bierlaars: Bij het drinken in een groep is het de bedoeling om na elkaar een teug uit de bierlaars(ook wel stiefel genoemd) te nemen, zonder te stoppen met drinken.
- Bierpoker: Normaal poker, maar waarbij fiches mogen worden ingewisseld bij de bank zodat anderen moeten drinken. En waarbij fiches te verdienen zijn bij de bank door te drinken.
- Bierpong: Spel waarbij de tegenstander een pingpongballetje in andermans glas moet gooien. Ook bekend van American Pie.
- Bierroulette: Afgeleid van Russische roulette.[bron?]
- Biertrechterspel: Een trechter en slang zijn de basis benodigdheden. Je kunt bij diverse winkels het biertrechterspel kopen die voorzien is van opdrachten en een spinning wheel.[bron?]
- Buffen: Eenvoudig spel met zowel kaarten als een dobbelsteen. De spelers gooien om de beurt met de dobbelsteen, en afhankelijk van de kaart waar je opkomt, wordt de centrale pul gevuld of gedronken.[bron?]
- Colonel Pfaff: onder het uitvoeren van verschillende handelingen met bier en bierglas dient om de beurt op de gezondheid van ene kolonel Pfaff te worden gedronken. NB: Wellicht wordt hiermee  verwezen naar Kolonel Johannes Emilius Phaff, de oprichter van een regiment infanterie in 1815.[bron?]
- Dammen. In plaats van damstenen glaasjes sterkedrank. Wodka vs. rum, bijvoorbeeld.[bron?]
- Juffen (alias knoesten, hoppen): Een spel waar men mondeling een rijtje nummers afgaat, om de beurt een nummer noemend, met één rekenkundige tafel als "juf". De gene die een getal uit die tafel noemt als hij aan de beurt is, moet drinken.[bron?]
- Kaartje blazen: Er ligt een spel kaarten op een flesje. De spelers blazen om de beurt minstens 1 kaart van de stapel. Indien een speler geen kaarten of de allerlaatste kaart wegblaast, moet hij drinken.[bron?]
- Krattenrace: Hierbij heeft ieder een krat bier met hetzelfde alcoholpercentage, en probeert dit zo snel mogelijk op te drinken. Ook bekend onder de variant "Adje Kratje/Ad je Kratje": 24 bierflesjes moeten binnen 24 uur worden opgedronken.[bron?]
- Mexicanen, ofwel Mexen: dobbelspel waarbij je hoger moet gooien/bluffen dan je voorganger. Als je verliest, drink je je inzet op.[bron?]
- Drank-kingsen: kaartspel waarbij elke kaart een andere opdracht of privilege behelst.[bron?]
- Dubbel is drinken.[bron?]
- De Zevendronk: Hierbij wordt een variant op het kinderliedje De Zevensprong gezongen en worden zeven glazen bier zo snel mogelijk opgedronken.[bron?]
- Plaatjes schoppen, plaatjes harten is drinken: Kaartspel waarbij deelnemers om de beurt minimaal een kaart omdraaien. Voor elke kaart met een plaatje van schoppen of harten moet gedronken worden.[bron?]
- Stef Stuntpiloot met bier; degene die het eerst al zijn kippen kwijt is, moet drinken. Bij een variant hierop moet een speler bij elke uitgeschakelde kip een slok bier drinken.[2] Dit spel is vooral populair bij studenten.
- Trimennen: Het aantal ogen bepaalt wie drinkt, waarbij de rollen voortdurend wisselen.[bron?]
- Vriendjes maken: Vanaf het startsignaal individueel zo veel mogelijk flesjes leegdrinken uit een volle bak bier. Het spel stopt als de bak leeg is, wie dan de meeste lege flesjes (=vriendjes) heeft is de winnaar.[bron?]
- Hoger of Lager: Er wordt één kaart neergelegd, en daarna 1 kaart getrokken. De speler moet gokken of die ene kaart hoger of lager is dan de kaart die al op de tafel lag. Zo niet moet er gedronken worden.[bron?]
- Binnen of Buiten: Vervolg op Hoger of Lager, er worden twee kaarten neergelegd, één kaart getrokken. De speler moet raden of de kaart binnen de twee kaarten valt, of erbuiten (bijvoorbeeld: 2 en 4 , een 3 is dan binnen de rest is buiten).[bron?]
- Vingerspel: Dit wordt met meerdere mensen gespeeld en gaat als volgt: Je zet een glas in het midden en iedereen die meedoet legt een vinger op het glas. Elke vinger telt voor 5. Dus als er 5 vingers op het bierglas staan staat er 25 punten in totaal op. Diegene die aan de beurt is moet raden hoeveel punten er op het bierglas staan. Je begint van 3 naar 1 te tellen en zegt vervolgens een getal( 0-5-10-15 enz.). De mensen die meedoen mogen zijn vinger eraf halen op de 1. Als diegene die aan de beurt is het goed heeft geraden mag die zijn vinger eraf te halen en is hij klaar. Dit gaat door tot er nog maar 1 over is en die moet het glas in één keer leeg drinken.[bron?]

## Oorsprong
Bijna ieder spel dat oorspronkelijk niets met drinken te maken heeft, kan veranderd worden in een bierspel. Vaak wordt de winnaar van een bepaald spel de kans geboden om de verliezende spelers te laten drinken, of wordt in bepaalde specifieke situaties die bij het spel horen, als opdracht het drinken van bijvoorbeeld een glas bier ingevoerd. Zo kan bij schaken worden ingevoerd dat een speler moet drinken zodra een van zijn/haar stukken is veroverd, zoals te zien is in de schaakscène uit de film Our Man in Havana.

## Gezondheidswaarschuwing
Spelers van elk drinkspel moeten er terdege rekening mee houden, dat bepaalde handelingen of spellen gevaarlijk kunnen zijn wanneer men onder invloed is van alcohol. Naast alcoholverslaving zijn er lange termijn risico's zoals dik worden, beschadiging van de lever, mogelijke hersenenkrimp, groter risico op diverse vormen van kanker en sociale problemen. Ook kan het drinken van grote hoeveelheden alcohol leiden tot een acute alcoholvergiftiging met de dood als gevolg.
In het kader van ontgroeningen wordt het bier nogal eens vervangen door water. Ook water kan echter giftig zijn wanneer men er maar genoeg van drinkt. In mei 2005 raakte een student in coma door waterintoxicatie na in het kader van een dergelijk spel 6 liter water te hebben gedronken.